# Sumy
Sumi (en ucraniano: Суми; en ruso: Сумы), también transcrito como Sumy, es una ciudad ucraniana que ejerce como centro admistrativo del óblast de Sumi. Situada en el norte del país, es centro del raión de Sumi y centro del municipio (hromada) homónimo.

## Geografía
Sumy está localizada a orillas del río Psel, afluente izquierdo del río Dniéper, a 30 km de la frontera con Rusia, a 140 km al noroeste de Járkov y a 306 km al este de Kiev.

## Historia
Sumy fue fundada en 1652 o 1655 por el coronel Gerásim Kondrátiev con un grupo de cosacos reasentados en la orilla del río Psel (un afluente izquierdo del Dniéper), como una fortaleza. Su intención era proteger a Ucrania Libre de los ataques tártaros de Crimea. Después de que sus ataques cesaron y el territorio fue incorporado en el Imperio ruso, Sumy se convirtió en un importante centro económico, centrándose principalmente en la industria azucarera.

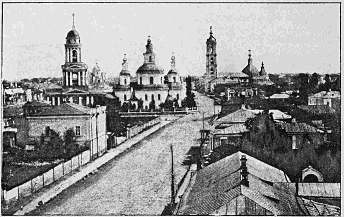
El centro de Sumy en 1897

Durante la Revolución rusa de 1905, Sumy fue una de varias áreas que se hicieron famosas en todo el Imperio ruso por haber establecido una república campesina independiente. La República de Sumy fue establecida por una unión campesina.
Durante la ocupación alemana de Ucrania durante la Segunda Guerra Mundial (1941-1944), Sumy sufrió daños considerables. Sumy fue ocupada del 10 de octubre de 1941 al 2 de septiembre de 1943. Después de la guerra, las partes destruidas de la ciudad fueron reconstruidas. Sumy se hermanó con la ciudad alemana de Celle el 17 de enero de 1990.
La ciudad se dividía en dos regiones urbanas (distritos), Zarichny y Kovpakovsky, y trece micro-raiones. Los primeros se disolvieron en 2006.
El 24 de febrero de 2022, el primer día de la invasión rusa de Ucrania de 2022, Sumy fue atacada por las fuerzas armadas de Rusia en la batalla de Sumy.
El 4 de abril de 2022, el gobernador de la óblast de Sumy, Dmytro Zhyvytskyi, declaró que las tropas rusas ya no ocupaban ningún pueblo o aldea en esta óblast y que en su mayoría se habían retirado, mientras que las tropas ucranianas estaban trabajando para expulsar a las unidades restantes. El 8 de abril, el gobernador Zhyvytskyi declaró que las fuerzas ucranianas habían retomado el control de la región y todas las tropas rusas habían abandonado la óblast de Sumy, aunque el territorio aún no era seguro por las minas y otras armas dejadas por las tropas rusas.

## Demografía
La población estimada es de 269 077 habitantes. Su composición étnica es la siguiente: 84,5 % ucranianos, 14,5 % rusos y 1 % otros.
La invasión rusa de Ucrania provocó una nueva oleada de ucranización en la ciudad, en la que cada vez más personas optaron por hablar ucraniano. Según una encuesta realizada por el Instituto Republicano Internacional en abril-mayo de 2023, el 64 % de la población de la ciudad hablaba ucraniano en casa, y el 27 % hablaba ruso.

## Economía
Son notables las reservas de hidrocarburos de la región. La actividad económica principal de la ciudad es la industria, ocupando el primer lugar la industria mecánica (63,4 %), seguida de la industria química y petroquímica (11,5 %) y la producción de alimentos, bebidas y tabaco (3,8 %). Se destaca la empresa Soumske Machynoboudivne NVO im. MV Frunze, que fabrica máquinas y equipos para la industria química y la explotación de petróleo y empleó a 18 785 trabajadores en 2007. Otra empresa importante es la SELMI Sumy, que principalmente fabrica espectrómetros y microscopios electrónicos y empleaba en 2007 a 1180 personas.